# Ін-октаво
Ін-октáво (лат. in octavo) — формат видання, що дорівнює 1/8 частині аркуша, сфальцювавши у три згини. Кожен аркуш octavo-книги отже представляє одну восьму типографського листа. Інші загальновідомі книжкові формати — фоліо і кварто.
Починаючи з середини дев'ятнадцятого століття, технологія дозволила виробництво великих листів або рулонів паперу, на яких друкуються багато текстових сторінок книги за один раз. В результаті, неможливо визначити фактичний формат паперу (і число аркушів книги з кожного великого листа, який приходить на прес). Термін «октаво», який застосовано до таких книг, може відноситися просто до розміру книги, який є загалом від 8 до 10 дюймів (200—250 мм) по висоті (приблизно A5). Це найпоширеніший розмір для сучасних книг у жорсткій палітурці.